# Normania nava
Normania nava là loài thực vật có hoa trong họ Cà. Loài này được (Webb & Berthel.) J. Francisco-Ortega & R.N. Lester mô tả khoa học đầu tiên năm 1993.